# Йозеф Шуберт
Йозеф Шу́берт (нім. Joseph Schubert; 20 грудня 1754, Варнсдорф, Богемія, Священна Римська імперія (нині Устецький край, Чехії) — 28 липня 1837, Дрезден, Німеччина) — німецький композитор, скрипаль і альтист.

## Життєпис
Народився в музичній сім'ї. Початкову музичну освіту отримав у свого батька, який був церковним кантором. Згодом 1765 року поступив в єзуїтську школу в Празі, навчався контрапункту.
1778 року переїхав в Берлін, де вивчав гру на скрипці під керівництвом Пауля Кона, директора берлінського королівського оркестру.
1779 року Шуберт здобув посаду першого скрипаля в оркестрі маркграфа Бранденбург-Шведтського.
Від 1788 до своєї смерті в 1837 року — альтист Саксонської капели в Дрездені.
Був популярним членом гуртка Франца Шуберта, прихильником його творчості, періодично надава йому матеріальну допомогу. Йозеф Шуберт ділив з ним помешкання 1823—1824 років.
У Саксонській земельній бібліотеці в Дрездені зберігаються рукописи трьох його скрипкових концертів.

## Творчість
Йозеф Шу́берт — визнаний універсальний композитор. Автор 15 мес, 4 опер, 17 сонат і 49 концертів для сольних інструментів.

## Твори

### Опери
- Невдоволення - Die Entzauberung
- Земна чума або синє чудовисько — Die Landplagen oder Das blaue Ungeheuer
- Генуезький маєток - Der Gutshof zu Genua
- Розалія - Rosalia

### Меси
- Меса до мажор
- Меса до мінор
- Меса мі мінор
- Концерт для флейти, Op.1